# Леутарій II
Леутарій (Левтар, Леутард) II (д/н — після 643) — герцог Алеманії в 632/639—після 643 роках.

## Життєпис
Посів посаду алеманського герцога після смерті Хродоберта (між 632 та 639 роками). Керував йомвірно областями за Рейном (в подальшому відомими як Швабія). У 640—642 роках брав участь у поході франкського короля Сігіберта III проти повсталих Радульфа, герцога Тюрингії, та Фари, герцога Баварії.
У 643 році влаштував змовупроти Оттона, наставника короля Сігіберта III, якого було вбито. В результаты посаду мажрдома отримав представник Піпінідів — Ґрімоальд Старший. В союзі з ним Леутарій II діяв в подальшому. Втім після смерті герцога Гунзона не зміг об'єднати Алеманію, оскільки область уздовж Рейн з містом Страсбург було викоремлено з герцогство Ельзаське.
Про подальшу діяльність Леутарія II нічого невідомо, але вважається, що вона тривала до початку 670-х років. Новим герцогом став Готфрід.